# Несчётное множество
Несчётное мно́жество — бесконечное множество, не являющееся счётным.
Некоторые эквивалентные определения несчётности для множества {\displaystyle X}:
- не существует инъективного отображения {\displaystyle X} во множество натуральных чисел {\displaystyle \mathbb {N} };
- {\displaystyle X} не пустое, и для каждой нумерованной последовательности элементов {\displaystyle X} существует по крайней мере один элемент {\displaystyle X}, не входящий в неё; 
  - иными словами: {\displaystyle X} непусто, и не существует сюръективного отображения множества натуральных чисел {\displaystyle \mathbb {N} } на {\displaystyle X};
- мощность {\displaystyle X} не является ни конечной, ни равной {\displaystyle \aleph _{0}}.

Данные определения являются эквивалентными в системе Цермело — Френкеля без использования аксиомы выбора. Доказательство эквивалентности данных определений со следующим:
- мощность {\displaystyle X} строго превышает {\displaystyle \aleph _{0}}

— требует привлечения аксиомы выбора.
Надмножество несчётного множества несчётно. Простейший пример несчётного множества — континуум, вопрос о существовании несчётных множеств с мощностью менее мощности континуума составляет содержание континуум-гипотезы.